# Chris Latul
Chris Latul ist ein  holländischer Komponist und Gitarrist. Er wurde bekannt mit der aus molukkischstämmigen Musikern bestehenden Jazzrockformation Massada, aus der um 1980 seine eigene Band Latul hervorging. Seine Musik leistete einen wichtigen Beitrag zur Anerkennung des Indo-Rock in den Niederlanden und den Niederländischen Kolonien.
Ab den späten 1980er Jahren nahm er gemeinsam mit dem Radiomoderator Ferry de Groot anspruchslosere Unterhaltungsmusik auf und erreichte 1994 damit Platz 1 der holländischen Hitparade. Später produzierte er Instrumentalmusik für TV-Dokumentationen.

## Karriere
Er gehörte 1973 als einer von zwei Gitarristen zu den Gründern der molukkischstämmigen Band Massada, der sich 1975 der Percussionist Nippy Noya anschloss und die 1978 mit ihrer Hitsingle Latin Dance und dem Album Astaganaga europaweit bekannt wurden. Latul spielte mit Massada auch das Nachfolgealbum Pukul Tifa von 1979 ein. Beide Alben wurden im Telstar Studio in Weert aufgenommen. 1980 spaltete sich die Gruppe Massada. Gitarrist Nino Latuny, Sänger Johnny Manuhutu und die Percussionisten Eppy Manuhutu und Zeth Mustamu spielten mit weiteren Musikern unter dem alten Bandnamen weiter, während sich Bassist Usje Sabander, Keyboarder Frans Eschauzier und Percussionist Nippy Noya Latuls neuer Gruppe Latul anschlossen, die weiterhin im Telstar Studio in Weert 1981 ihr erstes und einziges Album Latul aufnahm. Aus dem Album wurden zwei Singles ausgekoppelt. 1982 folgte mit Love is on the line noch eine weitere Single mit bislang unveröffentlichten Titeln. Gleichzeitig gehörten Latul und Noya der Suara Maluku Band an, die wie schon Massada hauptsächlich aus mollukischstämmigen Musikern bestand und in der ersten Hälfte der 1980er mehrere Singles veröffentlichte.
Ab den späten 1980er Jahren tat sich Latul mit dem Radiomoderator Ferry de Groot zusammen, mit dem er unter dem Projektnamen De Groothandel im Lauf der 1990er Jahre mehrere Singles mit Stimmungsmusik veröffentlichte. Mit dem Fußballschlager As Dick me hullep nodig heb, einer Persiflage auf Johan Cruyff, erreichte das Duo, produziert von Peter Koelewijn und verstärkt von dem Stimmenimitator René van de Berg, als Johan & de Groothandel im Jahr 1994 Platz 1 der holländischen Hitparade. Die noch im selben Jahr nachgelegte Single Costa Condôme erreichte nur Platz 33. Es folgten in späteren Jahren noch weitere erfolglos gebliebene Fußballtitel in derselben Machart.
1998 spielte Latul die Instrumentalmusik für die holländische Dokumentar-Fernsehserie De Reistafel über die indonesische Küche ein.
2003 produzierte Latul die CD She knew, he made it des ebenfalls molukkischstämmigen Gitarristen und Sängers Andy Tielman (1936–2011), auf der er auch als Gastmusiker zu hören war.

## Veröffentlichungen
Mit "Massada"
- Astaganaga (LP), 1978
- Pukul Tifa (LP), 1979

Mit "Latul"
- Latul (LP), 1981
- Love is on the line (Single), 1982

Mit "Suara Maluku Band"
- Ambon Manis É (Single), 1981
- Hormat Dib'ri (Single), 1982
- Bamboe Gila (Single), 1984

Mit "De Groothandel & Co."
- 008 (Er Is Nog Een Wachtende Voor U) (Single), 1991
- Diana (Single), 1992

Mit "Johan & De Groothandel"
- As Dick Me Hullep Nodig Heb (CD-Single), 1994
- Costa Condôme (CD-Single), 1994
- Zomaar In 't Buitenland (CD-Single), 1996
- 50 Jaar (CD-Single), 1997

Mit "De Groothandel"
- Knallen met die Bal (CD-Single), 1998

Solo
- De Reistafel (Soundtrack-Album), 1998